# Egomanie
Egomanie (von griechisch bzw. lateinisch ego = ich + griechisch μανία manía = Raserei; auch Ich-Sucht) bezeichnete zu früherer Zeit eine krankhafte Selbstbezogenheit oder Selbstzentriertheit. Der Duden definiert den Begriff auch heute noch als „krankhafte Selbstbezogenheit“. Im medizinischen oder psychiatrischen Kontext wird der Begriff nicht mehr verwendet.
Eine Person, der Egomanie attestiert wurde, bezeichnete man als Egomanen. Ihr wurde das Bedürfnis zugeschrieben, stets im Mittelpunkt allen Handelns und Geschehens stehen zu wollen und sämtliche Vorkommnisse ichbezogen zu interpretieren. Eine solche Selbstzentrierung tritt in der Psychopathologie als eines von mehreren Symptomen einer Manie im Rahmen einer bipolaren Störung in Erscheinung und wird dabei von Megalomanie („Größenwahn“) begleitet.
Umgangs- und alltagssprachlich wird Egomanie – ohne den Anspruch einer ärztlichen Diagnose – verwendet, um die Charakterstruktur einer Person mit egoistischen Verhaltensweisen oder einer egozentrischen Haltung zu bezeichnen. Mit gesellschaftskritischem Bezug kann der Begriff zur Beschreibung eines sozialen Typus herangezogen werden. So schreibt Horst-Eberhard Richter über kulturelle Egomanie als Ausdruck einer Krise des westlichen Bewusstseins.